# Upplands runinskrifter 547
Upplands runinskrifter 547 är ett vikingatida runstensfragment av sandsten i Husby-Sjuhundra kyrka, Husby-Sjuhundra socken och Norrtälje kommun. Runstensfragmentet är rektangulärt och är 1,5 meter brett, 0,83 meter högt samt 15 centimeter tjockt. Runhöjden är 7 centimeter. I stenen finns ett närmast runt hål, en centimeter i diameter. U 547 låg förut som trappsten, med ristningen nedåt, i kyrkans västra ingång. Stenen rapporterades till Riksantikvarieämbetet 1941 och flyttades in i kyrkan. Den står lutad på en avsats i trappan upp till tornkammaren.

## Inskriften
Translitterering av runraden:
· ioan · li(t) ... ...(t) · þeira ·
Normalisering till runsvenska:
Ioan let ... [an]d þæiʀa.
Översättning till nusvenska:
Johan lät ... deras ande.